# Anthony Doerr
Anthony Doerr (Cleveland, 27 oktober 1973) is een Amerikaanse schrijver van romans en korte verhalen. Hij kreeg brede erkenning voor zijn roman All the Light We Cannot See uit 2014, waarvoor hij de Pulitzerprijs voor fictie ontving.

## Jeugd en opleiding
Opgegroeid in Cleveland, Ohio behaalde Doerr in 1991 zijn diploma aan de University School in zijn woonplaats. Daarna studeerde hij geschiedenis aan het Bowdoin College in Brunswick (Maine), waar hij afstudeerde in 1995. Hij behaalde de graad van Master of Fine Arts (MFA) aan de Bowling Green State University.

## Schrijverscarrière

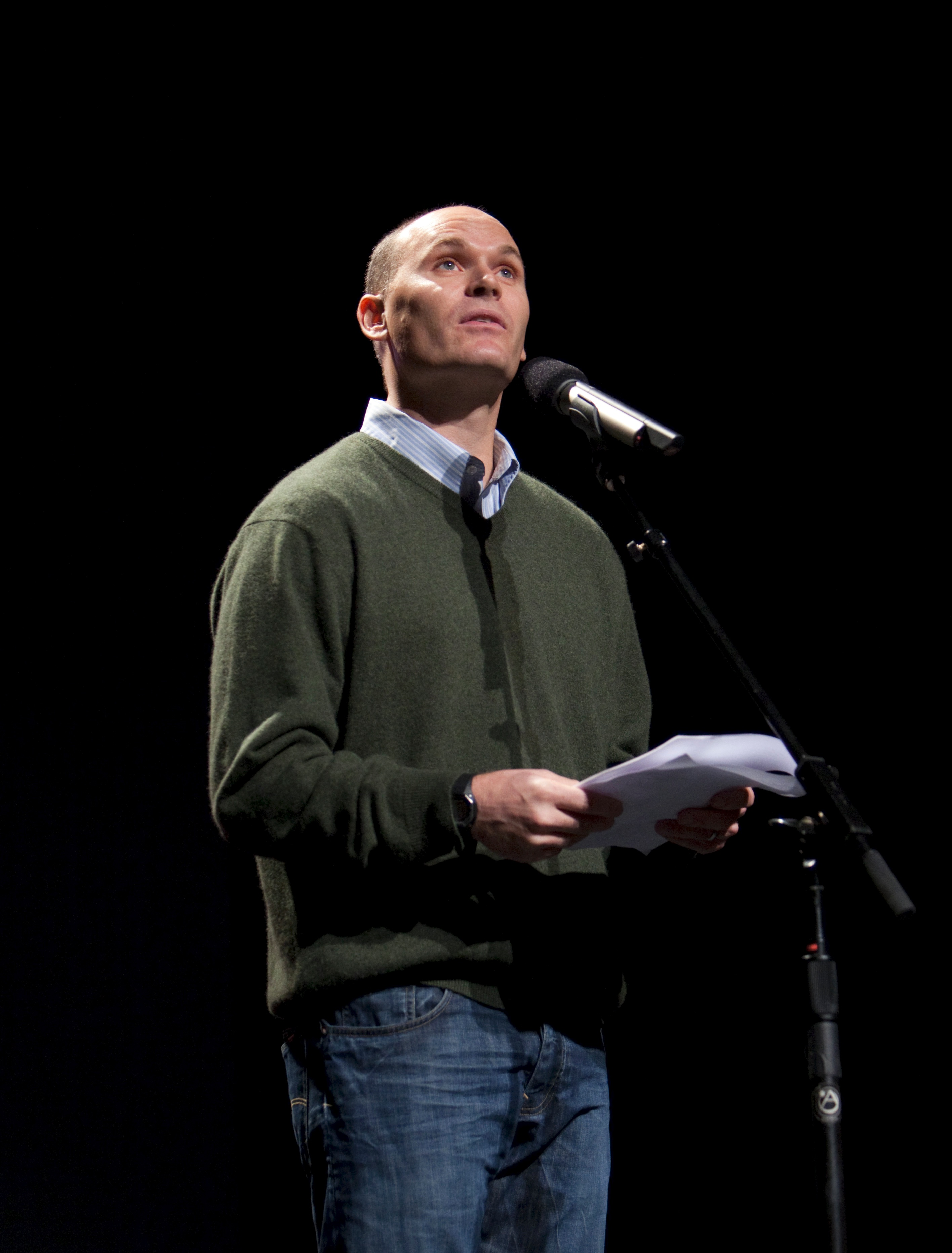
Anthony Doerr in 2009

Doerrs eerste boek was de verhalenbundel The Shell Collector (2002). Veel van de verhalen spelen zich af aan Afrikaanse kusten en in Nieuw-Zeeland, waar hij heeft gewerkt en gewoond. Zijn eerste roman About Grace verscheen in 2004, het autobiografische Four Seasons in Rome in 2007 en zijn tweede verhalenbundel Memory Wall in 2010.
Doerrs tweede roman All the Light We Cannot See uit 2014 speelt zich af in bezet Frankrijk tijdens de Tweede Wereldoorlog. Het boek ontving veel lovende kritieken en was genomineerd voor de National Book Award voor fictie. Het boek kwam op de New York Times-bestsellerlijst Het won in 2015 de Pulitzerprijs. Het was tweede voor de Dayton Literary Peace Prize for Fiction 2015  en kreeg de Ohioana Library Association Book Award for Fiction 2015. 
Doerr schrijft een column over wetenschappelijke boeken voor The Boston Globe en levert bijdragen aan The Morning News, een online-magazine.
Van 2007 tot 2010 was hij writer in residence in de staat Idaho. 
Doerrs derde roman Cloud Cuckoo Land uit 2021 volgt drie verhaallijnen, verspreid over de tijd: de dertienjarige Anna, een 'weesnaaister' en de 'vervloekte' Omeir aan weerszijden van massieve stadsmuren tijdens beleg en val van Constantinopel (1453), de tiener-idealist Seymour en de tachtigjarige Zeno bij een aanval op een openbare bibliotheek in het huidige Idaho en ten derde Konstance, die zich in een decennialang tijdsbestek tot de oudste verhalen wendt om haar kwetsbare gemeenschap te begeleiden. Het stond op de shortlist voor de National Book Award voor fictie 2021.

## Privéleven
Doerr is getrouwd, heeft twee zonen en woont in Boise, Idaho.

## Onderscheidingen
- 2002 Barnes & Noble Discover-prijs, voor The Shell Collector
- 2002 O. Henry-prijs voor The Hunter's Wife (kort verhaal)
- 2003 Young Lions Fiction Award van de New York Public Library, winnaar, The Shell Collector
- 2003 O. Henry-prijs voor The Shell Collector (kort verhaal)
- 2005 Rome Literatuurprijs van de American Academy in Rome
- 2005 2011: Ohioana Book Award voor respectievelijk About Grace en Memory Wall
- 2008 O. Henry-prijs voor Village 113 (kort verhaal)
- 2010 Guggenheim-beurs
- 2011 The Story Prize, winnaar, Memory Wall
- 2011 Sunday Times EFG Private Bank Short Story Award, winnaar, The Deep[19] [20]
- 2012 O. Henry-prijs voor The Deep (kort verhaal)
- 2014 Finalist voor de National Book Award for Fiction
- 2015 Pulitzerprijs voor All the Light We Cannot See
- 2021 O. Henry-prijs voor The Master's Castle (kort verhaal)